# أيزوبيوتان (صفحة البيانات)
توفر هذه الصفحة البيانات الكيميائية التكميلية عن الأيزوبيوتان وهو مركب كيميائي.

## صحيفة بيانات سلامة المادة
قد يتطلب التعامل مع هذه المادة الكيميائية اتخاذ احتياطات أمان كبيرة. من المستحسن بشدة الاطلاع على صحيفة بيانات سلامة المادة ( MSDS ) لهذه المادة الكيميائية من مصدر موثوق مثل SIRI، واتباع توجيهاتها.

## البنية والخصائص
| البنية والخصائص           | البنية والخصائص                                          |
| ------------------------- | -------------------------------------------------------- |
| معامل الانكسار، ن د       | ؟                                                        |
| رقم آبي                   | ؟                                                        |
| ثابت العزل الكهربائي، ε r | ؟ ε 0 عند ؟ درجة مئوية                                   |
| قوة الرابطة               | ؟                                                        |
| طول الرابطة               | ؟                                                        |
| زاوية الرابطة             | ؟                                                        |
| القابلية المغناطيسية      | ؟                                                        |
| التوتر السطحي             | 10.3 داين/سم عند 20 درجة مئوية </br> ضغط 300 كيلو باسكال |

## الخصائص الديناميكية الحرارية
| السلوك الطوري                     | السلوك الطوري                                    |
| --------------------------------- | ------------------------------------------------ |
| نقطة ثلاثية                       | 113.55K (–159.6 °C), 0.019481 Pa                 |
| نقطة حرجة (ديناميكا حرارية)       | 407.7 كلفن (134.6 °مئوية)، 3650 kPa              |
| حرارة الانصهار، ΔfusHo            | 4.54 كيلوجول\المول                               |
| إنتروبيا الانصهار، ΔfusSo         | 39.92 J/(مول·كلفن)                               |
| حرارة تبخر، ΔvapHo                | 21.3 كيلوجول\المول                               |
| إنتروبيا التبخر، ΔvapSo           | 81.46 J/(mol·K)                                  |
| خصائص الصلابة                     |                                                  |
| إنثالبي قياسي للتكوين، ΔfHosolid  | ? كيلوجول\المول                                  |
| إنتروبيا مولية قياسية، Sosolid    | ? J/(mol K)                                      |
| سعة حرارية، cp                    | ? J/(mol K)                                      |
| خصائص السيولة                     |                                                  |
| إنثالبي قياسي للتكوين، ΔfHoliquid | ? كيلوجول\المول                                  |
| إنتروبيا مولية قياسية، Soliquid   | 200.79 J/(mol K)                                 |
| سعة حرارية، cp                    | 129.70 J/(mol K) –253 °C to –13 °C               |
| الخصائص الغازية                   |                                                  |
| إنثالبي قياسي للتكوين، ΔfHogas    | –134.2 كيلوجول\المول                             |
| إنتروبيا مولية قياسية، Sogas      | 249.7 J/(mol K)                                  |
| حرارة الاحتراق، ΔcHo              | –2869 كيلوجول\المول                              |
| سعة حرارية، cp                    | 95.21 J/(mol K) عند درجة 20° مئوية               |
| معادلة فان دير فالس               | a = 1304.1 L2 kPa/mol2 b = 0.1142 liter per mole |

## ضغط بخار السائل
| P بالملم زئبق                | P بالملم زئبق                | 1      | 10    | 40    | 100   | 400   | 760   | 1520 | 3800 | 7600 | 15200 | 30400 | 45600 |
| درجة الحرارة بالدرجة المئوية | درجة الحرارة بالدرجة المئوية | -109.2 | -86.4 | -68.4 | -54.1 | -27.1 | -11.7 | 7.5  | 39.0 | 68.8 | 99.5  | —     | —     |

مصدر بيانات الجدول هو الطبعة 44 منCRC Handbook of Chemistry and Physics.

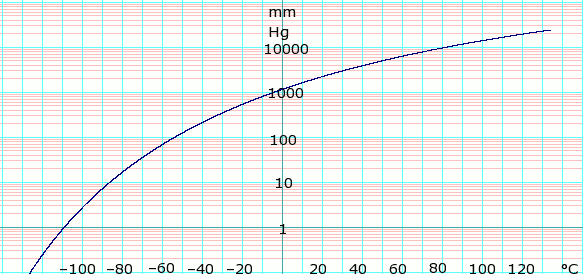
ضغط بخار الإيزوبيوتان. من الصيغة: أخذت البيانات من الطبعة العاشرة منكتاب Lange's Handbook of Chemistry.

## البيانات الطيفية
| مطيافية الأشعة المرئية وفوق البنفسجية  | مطيافية الأشعة المرئية وفوق البنفسجية |
| -------------------------------------- | ------------------------------------- |
| λ الحد الأقصى                          | ؟ ن م                                 |
| معامل الانقراض، ε                      | ؟                                     |
| الأشعة تحت الحمراء                     |                                       |
| نطاقات الامتصاص الرئيسية               | ؟ سم − 1                              |
| مطيافية الرنين المغناطيسي النووي       |                                       |
| الرنين النووي المغناطيسي للبروتون      |                                       |
| الرنين النووي المغناطيسي للكربون-13    |                                       |
| بيانات الرنين المغناطيسي النووي الأخرى |                                       |
| مطيافية الكتلة                         |                                       |
| كتل من الأجزاء الرئيسية                |                                       |